# Resolutie 1305 Veiligheidsraad Verenigde Naties
Resolutie 1305 van de Veiligheidsraad van de Verenigde Naties werd door de VN-Veiligheidsraad aangenomen op 21 juni 2000. Op de onthouding van Rusland na stemden alle leden voor de resolutie.

## Achtergrond
In 1980 overleed de Joegoslavische leider Tito, die decennialang de bindende kracht was geweest tussen de zes deelstaten van het land. Na zijn dood kende het nationalisme een sterke opmars, en in 1991 verklaarden verschillende deelstaten zich onafhankelijk. Zo ook Bosnië en Herzegovina, waar in 1992 een burgeroorlog ontstond tussen de Bosniakken, Kroaten en Serviërs. Deze oorlog, waarbij etnische zuiveringen plaatsvonden, ging door tot in 1995 vrede werd gesloten.

## Inhoud

### Waarnemingen
De landen in de regio moesten een constructieve rol spelen in het vredesproces in Bosnië en Herzegovina, en
vooral Kroatië en Servië en Montenegro hadden hierin verplichtingen onder het vredesakkoord. Intussen
had Kroatië al stappen gezet om haar relaties met Bosnië en Herzegovina te verbeteren. De terugkeer van
vluchtelingen in heel de regio was cruciaal voor een permanente vrede.

### Handelingen

#### I (vredesakkoord)
De partijen werden opgeroepen hun verplichtingen onder het vredesakkoord na te komen. De voornaamste
verantwoordelijke voor de uitvoering daarvan was Bosnië en Herzegovina zelf. De internationale steun aan het
land hing daarvan af. Een van de zaken waartoe de partijen zich hadden verbonden was medewerking aan het
Joegoslavië-tribunaal.

#### II (SFOR)
De partijen hadden verklaard de SFOR-macht te willen voortzetten.
De lidstaten werden geautoriseerd dat gedurende twaalf maanden te doen, en
om de naleving van Annex 1-A van het vredesakkoord te blijven verzekeren. Ook mocht SFOR zichzelf verdedigen
en het nodige doen om de regels in verband met het luchtruim boven Bosnië en Herzegovina te doen naleven.

#### III (UNMIBH)
Het mandaat van de UNMIBH-vredesmacht – inclusief de politiemacht IPTF – werd verlengd tot 21 juni 2001. De lidstaten werden nog eens gevraagd die IPTF van gekwalificeerd personeel te voorzien.

## Verwante resoluties
- Resolutie 1259 Veiligheidsraad Verenigde Naties (1999)
- Resolutie 1285 Veiligheidsraad Verenigde Naties
- Resolutie 1307 Veiligheidsraad Verenigde Naties
- Resolutie 1329 Veiligheidsraad Verenigde Naties

Lijst ·  1285 ·  1286 ·  1287 ·  1288 ·  1289 ·  1290 ·  1291 ·  1292 ·  1293 ·  1294 ·  1295 ·  1296 ·  1297 ·  1298 ·  1299 ·  1300 ·  1301 ·  1302 ·  1303 ·  1304 ·  1305 ·  1306 ·  1307 ·  1308 ·  1309 ·  1310 ·  1311 ·  1312 ·  1313 ·  1314 ·  1315 ·  1316 ·  1317 ·  1318 ·  1319 ·  1320 ·  1321 ·  1322 ·  1323 ·  1324 ·  1325 ·  1326 ·  1327 ·  1328 ·  1329 ·  1330 ·  1331 ·  1332 ·  1333 ·  1334